# Права историја освајања Нове Шпаније
Права историја освајања Нове Шпаније (шп. Historia verdadera de la conquista de la Nueva España), мемоари шпанског конквистадора Бернала Дијаза дел Кастиља, написани око 1568, а први пут објављени 1632. године. Ова књига је један од најважнијих примарних извора за историју шпанског освајања Мексика (1519-1521).

## Позадина
Бернал Дијаз се одлучио да напише своје мемоаре релативно касно: у првом поглављу наводи да пише у дубокој старости од 84 године. Тако су мемоари, који се углавном баве догађајима од 1517. до 1521. године, написани тек око 1580, више од пола века касније, по сећању аутора који је био очевидац и учесник описаних догађаја. Знатно пре тога, већ је било штампано неколико историја освајања Мексика (Нове Шпаније), почев од књиге О новом свету (1530) до Историје освајања Нове Шпаније (1552) коју је написао Кортесов секретар Франсиско Лопез де Гомара. Све ове историје биле су написане од историчара који никад нису били у Америци, на основу података добијених из друге руке, на основу казивања учесника (често пристрасних, као што је био сам Кортес) и званичних извештаја, који су величали заслуге вођа, а потпуно прелазили преко улоге обичних војника који су изнели борбу на својим плећима. Тако је неправда, коју су званичне историје учиниле њему и његовим друговима, које је он сматрао правим освајачима, натерала Бернала Дијаза да се под старост лати пера и опише догађаје у којима је лично учествовао, како би се заслуге обичних војника сачувале за историју. Уз то, ова књига имала је и додатни циљ, да подигне углед старих конквистадора у новом колонијалном друштву, које се у то време формирало у Мексику, Гватемали и Хондурасу, и подстакне колонијалне власти и шпански двор да им оставе тешко стечене привилегије у облику поседа и енкомијенди које су имали, а које су нове власти, састављене од аристократа и досељеника из Шпаније, постепено смањивале и ограничавале.